# FIFA 23
『FIFA 23』は、EAスポーツが開発しエレクトロニック・アーツより2022年9月30日に世界同時発売された、FIFAシリーズの最終作である。キリアン・エムバペが3年連続でカバーアスリートに起用された。

## 概要
今作は、EAとFIFAのパートナーシップにおける最後のゲームとなっている。FIFAの名前を含まないEAによる将来のサッカーゲームは、「EA Sports FC」として2023年に発売される。また、EAスポーツとJリーグが6年間に及んだパートナーシップの終了を発表したため、今作にはJ1リーグのチームは未収録となっている。
『テッド・ラッソ:破天荒コーチがゆく』とのコラボレーションとして、監督であるテッド・ラッソ、AFCリッチモンド及び所属選手、スタジアムであるネルソン・ロードがゲーム内に登場する事が発表されている。

## ライセンス

### リーグライセンス
ヨーロッパ
- オーストリア
  - Ö・ブンデスリーガ
- ベルギー
  - 1Aプロリーグ
- イングランド
  - プレミアリーグ
  - EFLチャンピオンシップ
  - EFLリーグ1
  - EFLリーグ2
  - バークレイズ女子スーパーリーグ
- フランス
  - リーグ・アンUber Eats
  - リーグ・ドゥBKT
  - D1アルケマ
- ドイツ
  - ブンデスリーガ
  - ブンデスリーガ2
  - 3. リーガ
- イタリア
  - セリエA TIM
    - アタランタ、ラツィオ、ナポリ、ローマのみチーム名が偽名となっている。

  - セリエBKT
- オランダ
  - エールディヴィジ
- ノルウェー
  - エリテセリエン
- ポーランド
  - PKO エクストラクラサ
- ポルトガル
  - リーガ・ポルトガル
- アイルランド
  - SSEエアトリシティ・プレミアディビジョン
- ルーマニア
  - スーペルリーガ
- スコットランド
  - cinch プレミアシップ
- スペイン
  - ラ・リーガ サンタンデール
  - ラ・リーガ スマートバンク
- スウェーデン
  - アルスヴェンスカン
- スイス
  - クレディ・スイス・スーパーリーグ
- トルコ
  - シュペルリガ

北中米
- アメリカ/カナダ
  - MLS

アジア
- オーストラリア
  - いすゞUTE･Aリーグ
- 中国
  - CSL
- インド
  - ヒーロー･ISL
- 韓国
  - Kリーグ1
- サウジアラビア
  - MBSプロリーグ

南米
- アルゼンチン
  - リーガ・プロフェシオナル・デ・フトボル

### カップライセンス
ナショナル
- FIFA World Cup
- FIFA Women's World Cup

ヨーロッパ
- UEFA Champions League
- UEFA Europa League
- UEFA Europa Conference League
- UEFA Super Cup

南米
- CONMEBOL LIBERTADORES
  - ブラジル勢のチームが偽名となっている。
- CONMEBOL SUDAMERICANA
  - ブラジル勢のチームが偽名となっている。
- CONMEBOL RECOPA SUDAMERICANA